# Dernier inventaire avant liquidation
 (mai 2017).
Si vous disposez d'ouvrages ou d'articles de référence ou si vous connaissez des sites web de qualité traitant du thème abordé ici, merci de compléter l'article en donnant les références utiles à sa vérifiabilité et en les liant à la section « Notes et références ».
Dernier inventaire avant liquidation est un essai écrit en 2001 par Frédéric Beigbeder, dans lequel il commente les 50 premières œuvres littéraires d'un classement des 100 meilleures du XXe siècle établi par les lecteurs du quotidien Le Monde. On commence avec Nadja d'André Breton pour finir avec L'Étranger d'Albert Camus (à la première place), en passant les bandes dessinées d'Hergé ou les poésies de Prévert.

## Citations
- « Celui qui écrit un chef-d’œuvre ne sait pas qu'il écrit un chef-d’œuvre »[1]
- « À titre personnel, je vois ce petit opuscule comme une reconnaissance de dette. »[1]
- « [...] ce classement est la preuve que les fêtards inconséquents sont plus grands que les philosophes intelligents. »[1]

## Éditions
- Frédéric Beigbeder, Dernier inventaire avant liquidation, Paris, Grasset, 2001, 222 p. (ISBN 2-246-59691-2)
- Frédéric Beigbeder, Dernier inventaire avant liquidation : Les cinquante livres du siècle choisis par vous et commentés par moi, Paris, Le Grand Livre du mois, 2001, 222 p. (ISBN 2-7028-6556-9)
- Frédéric Beigbeder, Dernier inventaire avant liquidation, Paris, Gallimard, coll. « Folio » (no 3823), 2003, 233 p. (ISBN 2-07-042648-3)